# Nix (lune)
Pour les articles homonymes, voir Nix.

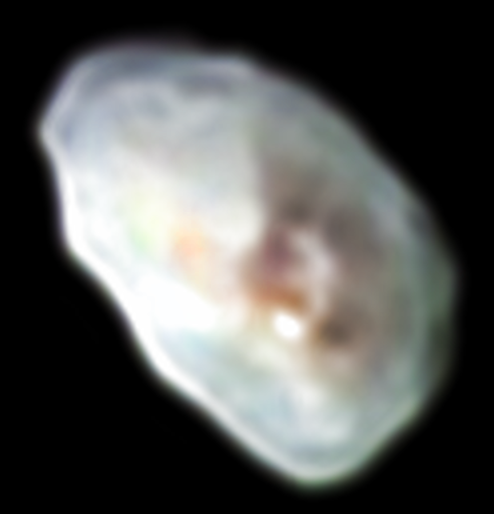
Photographie combinant une vue en fausses couleurs accentuées et une vue panchromatique, montrant la différence de composition du cratère principal par rapport au reste de la lune.

Nix est un satellite naturel de Pluton, qui portait jusqu'au 22 juin 2006 la désignation provisoire S/2005 P 2 et est également appelé selon la désignation systématique Pluton II. Son nom complet officiel est donc (134340) Pluton II Nix ((134340) Pluto II Nix en anglais),.

## Découverte
Nix a été photographiée en mai 2005 par le télescope spatial Hubble (en même temps que Hydre) lors du programme de recherche de satellites de Pluton Pluto Companion Search. Les deux lunes furent originellement découvertes par Max J. Mutchler le 15 juin 2005 et furent annoncées, une fois confirmées par d'autres observations, le 31 octobre 2005.

## Dénomination
S/2005 P 2 aurait dû s'appeler Nyx, du nom de la déesse et personnification de la Nuit. Or, il existe déjà un astéroïde aréocroiseur homonyme, (3908) Nyx, découvert le 6 août 1980 par Hans-Emil Schuster. L'orthographe égyptienne de la déesse de la nuit, Nix, s'est alors imposée pour éviter toute confusion, et a été officialisée par la circulaire no 8723 de l'Union astronomique internationale le 21 juin 2006.

### Récapitulatif des noms officiels
- 15 mai 2005 – 31 octobre 2005 : découverte, pas encore de nom officiel ;
- 31 octobre 2005 – 21 juin 2006 : S/2005 P 2 par l'IAUC 8625[9] ;
- 21 juin 2006 – 13 septembre 2006 : Pluton II Nix (en anglais Pluto II Nix) par l'IAUC 8723[8] ;
- depuis le 13 septembre 2006 : (134340) Pluton II Nix (en anglais (134340) Pluto II Nix) par l'IAUC 8747[10].

## Orbite
Nix orbite autour du barycentre du système dans le même plan que Charon et Hydre, à la distance d'environ 50 000 km, sur une orbite presque circulaire. Sa période orbitale est de 24,9 jours, soit un écart par rapport à une résonance 1:4 avec Charon de 2,7 %.

## Caractéristiques
Les caractéristiques physiques de Nix n'étaient pas connues avec précision lors de sa découverte à la fin 2005. Sa taille était alors initialement estimée entre 23  et   68 km puis entre 44 et 130 km, selon que la valeur réelle de son albédo est de 35 % (comme Charon) ou 4 % (comme les objets transneptuniens les plus sombres), et est à peu près aussi lumineux que Hydre, ce qui suggère que les deux lunes auraient la même taille. Les mesures directes réalisées par l'instrument LORRI de la sonde New Horizons lors de son passage dans le système plutonien en juillet 2015 ont conclu à une taille de 35 km de diamètre.
Nix, Charon et Hydre sont de couleur grise alors que Pluton est rougeâtre. Les deux couleurs (rouge et gris) sont communes dans la ceinture de Kuiper, mais leur diversité au sein du système plutonien est difficilement compatible avec la théorie de la formation de celui-ci lors d'un impact astronomique.
Cette lune a été visitée en même temps que Pluton par la sonde New Horizons le 14 juillet 2015. Les premières observations montrent que Nix est de forme allongée et a une rotation complètement irrégulière avec des basculements périodiques de ses pôles, qui peut s'expliquer par le champ gravitationnel complexe du couple Pluton-Charon.